# Бекеоффе
Бекеоффе (фр. baeckeoffe) — кулінарна страва, що нагадує рагу або стью, типова для французького регіону Ельзас, розташованого на кордоні з Німеччиною. На ельзаському діалекті Baeckeoffe означає «піч пекаря». Це суміш нарізаної картоплі, цибулі, баранини, яловичини та свинини, маринованих на ніч в ельзаському білому вині та ягодах ялівцю, і повільно приготованих в печі, в запечатаній за допомогою хлібного тіста керамічній формі для запікання. Цибуля-порей, чебрець, петрушка, часник, морква та майоран — інші часто використовувані інгредієнти для додання смаку й кольору.
Ельзасці часто їдять цю страву в особливих випадках, наприклад, на Різдво.

## Історія
Є думка, що беккоффе — це страва, натхнена човлентом, староєврейською традиційною стравою для Шаббату. Через духовну заборони на використання вогню з вечора п'ятниці до вечора суботи євреї повинні готувати їжу для суботи в полудень п'ятниці, а потім віддавати страву пекареві, який зберігав її в духовці до полудня суботи.
Традиційно жінки готували беккоффе в суботу ввечері і залишали його пекареві готувати в його поступово остигаючій печі в неділю, доки вони відвідували тривалі церковні служби лютеранської церкви, колись типові для цього регіону. Пекар брав «мотузку» з тіста і викладав її по краю великого важкого керамічного горщика для запікання, а потім щільного закривав горщик кришкою. Це зберігало вологи і аромату всередині. На зворотному шляху з церкви жінки забирали рагу та хліб. Це було зручно тим ельзасцям, хто виконував суворі лютеранські правила суботи. Частиною ритуалу є руйнування кірки, утвореної мотузкою (прокладкою) з тіста.

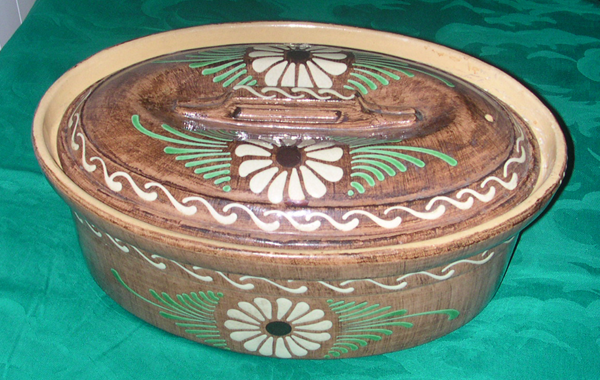
Традиційний ельзаський горщик (terrine) для приготування беккоффе

Інша версія історії походження цієї полягає в тому, що жінки в Ельзасі прали по понеділках і тому не встигали готувати. У понеділок вранці каструлі віддавали в пекарню і займалися пранням. Коли діти поверталися зі школи додому, вони забирали горщик у пекаря і несли його додому. Ця версія історії може бути ближче до реальності, оскільки пекарні часто закривалися по неділях.